# 真梨幸子
真梨 幸子（まり ゆきこ、1964年 -）は、日本の小説家、推理作家。宮崎県生まれ。

## 経歴
1987年、多摩芸術学園映画科卒業。卒業後は大手メーカーに就職し、製品のマニュアルを作る部門でユーザーに分かりやすく仕様書を翻訳するテクニカルライターの仕事を担当する。メーカーを退社後もフリーでテクニカルライターの仕事を続けたが、ライターとしては才能的にも体力的にも将来に限界があると感じ、小説家へ転向することを決める。最初は公募の賞金目当てだったが、書き始めて5年目の2005年、『孤虫症』で第32回メフィスト賞受賞してデビュー。
デビュー後もライターや派遣の仕事などを続けながら作品を書き続けるが、鳴かず飛ばずの状態で順風満帆とはいかなかった。しかし2008年に刊行した『殺人鬼フジコの衝動』は50万部を超えるベストセラーとなる。その後も心の奥底にある人間の感情をえぐり出して暴き、読者は「見たくない」と思っているのに先を読み進めたくなってしまうような作品を次々と発表し、湊かなえや沼田まほかるらとともにイヤミス（読んだ後にイヤな後味が残るミステリー）の旗手として注目される。
2015年、『人生相談。』で第28回山本周五郎賞候補。

## 人物
昔からワイドショーが好きで、視聴者の夢をかなえる番組の企画に、高校生当時好きだった田村高廣に会いたいと投稿し、採用されたことがある。映画も大好きで、学生時代は名画座に通いつめる日々を送る。大学では映画を学び、卒業製作でもドキュメンタリーを撮影したというが、このことが小説の作風にも影響を与え、小説家になってからもモキュメンタリー（ドキュメンタリーに見せかけたフィクション）を得意としている。小説を書く時にはプロットは作らず、登場人物が自己アピールするがままに物語を進めていくという手法をとり、時には20人以上の登場人物を年表で整理しながら書き上げる。座右の銘は「読者をだますにはまず自分から」。
ペンネームはザ・タイガースのデビュー曲、「僕のマリー」に由来する。グループ・サウンズのファンで、著作の『深く深く、砂に埋めて』は、ザ・タイガースの「美しき愛の掟」にインスパイアーされている。
マリモという名前の猫（ブリティッシュショートヘア）を飼っており、自身のブログで猫との生活を綴っている。

## 作品リスト

### 単著
- 孤虫症（2005年3月 講談社 / 2008年10月 講談社文庫）
- えんじ色心中（2005年11月 講談社 / 2014年9月 講談社文庫）
- 女ともだち（2006年6月 講談社 / 2012年1月 講談社文庫）
- 深く深く、砂に埋めて（2007年10月 講談社 / 2011年8月 講談社文庫）
- クロク、ヌレ!（2008年9月 講談社 / 2012年10月 講談社文庫）
- 殺人鬼フジコの衝動（2008年12月 徳間書店 / 2011年5月 徳間文庫 / 2012年3月 徳間文庫【限定版】）
  - 限定版は次作への序章となる書き下ろし短編「私は、フジコ」と2冊セット
- ふたり狂い（2009年3月 早川書房 / 2011年11月 ハヤカワ文庫 / 2016年10月 幻冬舎文庫）
  - 収録作品：エロトマニア / クレーマー / カリギュラ / デジャヴュ / ゴールデンアップル / ホットリーディング / ギャングストーキング / フォリ・ア・デュ
- 更年期少女（2010年3月 幻冬舎）
  - 【改題】みんな邪魔（2011年12月 幻冬舎文庫）
- 聖地巡礼（2011年2月 講談社ノベルス）
  - 【改題】カンタベリー・テイルズ（2015年11月 講談社文庫）
    - 収録作品：グリーンスリーブス / カンタベリー・テイルズ / ドッペルゲンガー / ジョン・ドゥ / シップ・オブ・テセウス
- パリ黙示録 1768 娼婦ジャンヌ・テスタル殺人事件（2011年8月 徳間書店）
  - 【改題】パリ警察1768（2013年8月 徳間文庫 / 2021年3月 徳間文庫〈新装版〉）
- プライベートフィクション（2012年9月 講談社ノベルス）
  - 収録作品：一九九九年の同窓会 / いつまでも、仲良く。 / 小田原市ランタン町の惨劇 / 自由研究 / 夢見ヶ崎
- 四〇一二号室（2012年10月 幻冬舎）
  - 【改題】あの女（2015年4月 幻冬舎文庫）
- インタビュー・イン・セル 殺人鬼フジコの真実（2012年11月 徳間文庫） - 「殺人鬼フジコの衝動」続編
- 鸚鵡楼の惨劇（2013年7月 小学館 / 2015年7月 小学館文庫）
- 人生相談。（2014年4月 講談社 / 2017年7月 講談社文庫）
- 5人のジュンコ（2014年12月 徳間書店 / 2016年6月 徳間文庫）
- お引っ越し（2015年3月 KADOKAWA /2017年11月 角川文庫）
  - 収録作品：扉 / 棚 / 机 / 箱 / 壁 / 紐 / 解説
- アルテーミスの采配（2015年9月 幻冬舎 / 2018年2月 幻冬舎文庫）
- 6月31日の同窓会（2016年1月 実業之日本社 / 2019年2月 実業之日本社文庫）
- 私が失敗した理由は（2016年7月 講談社 / 2019年9月 講談社文庫）
- イヤミス短篇集（2016年11月 講談社文庫）
  - 収録作品：一九九九年の同窓会 / いつまでも、仲良く。 / シークレットロマンス / 初恋 / 小田原市ランタン町の惨劇 / ネイルアート
- カウントダウン（2017年2月 宝島社 / 2020年6月 宝島社文庫）
  - 宝島社『大人のおしゃれ手帖』2015年3月号 - 2016年11月号 連載
- 祝言島（2017年7月 小学館 / 2021年5月 小学館文庫）
  - 小学館『きらら』2015年2月号 - 2016年12月号 連載
- ご用命とあらば、ゆりかごからお墓まで（2018年1月 幻冬舎 / 2020年4月 幻冬舎文庫）
  - あなたがお望みのものは何でも（幻冬舎『ポンツーン』2013年7月号 - 2014年1月号）
  - あなたがお望みのものは何でもseason2（幻冬舎『小説幻冬』2016年11月号 - 2017年1月号）
- 向こう側の、ヨーコ（2018年4月 光文社 / 2020年9月 光文社文庫）
  - 光文社『小説宝石』2017年1月号 - 2017年10月号
- ツキマトウ 警視庁ストーカー対策室ゼロ係（2018年7月 KADOKAWA / 2021年5月 角川文庫）
  - ツキマトウ（KADOKAWA『小説 野性時代』2016年11月号 - 2018年1月号）
- おひとり様作家、いよいよ猫を飼う（2019年4月 幻冬舎文庫）※エッセイ
- 初恋さがし（2019年5月 新潮社 / 2022年2月 新潮文庫）
  - エンゼル様（新潮社『小説新潮』2013年2月号）
  - トムクラブ（新潮社『小説新潮』2016年2月号）
  - サークルクラッシャー（新潮社『小説新潮』2017年1月号）
  - エンサイクロペディア（新潮社『小説新潮』2017年9月号　雑誌掲載時は「アンサイクロペディア」）
  - ラスボス（新潮社『小説新潮』2018年8月号）
  - 初恋さがし（新潮社『小説新潮』2019年1月号　雑誌掲載時は「初恋の人、探します」）
  - センセイ（書き下ろし）
- 三匹の子豚（2019年8月 講談社 / 2022年11月 講談社文庫）
  - 講談社『小説現代』2018年4月号 - 2018年9月号 連載
- 坂の上の赤い屋根（2019年11月 徳間書店 / 2022年7月 徳間文庫）
  - 徳間書店『読楽』2017年5月号 - 2019年1月号 連載
- 縄紋（2020年6月 幻冬舎 / 2023年5月 幻冬舎文庫）
  - 縄紋黙示録（幻冬舎『小説幻冬』2018年12月号 - 2020年1月号）
- 聖女か悪女（2020年11月 小学館 / 2023年2月 小学館文庫）
  - ジュリエット（小学館『qui-la-la きらら』2018年11月号 - 2020年1月号）
- フシギ（2021年1月 KADOKAWA / 2023年11月 角川文庫）
  - KADOKAWA『小説 野性時代』2019年6月号 - 2020年6月号 連載
- まりも日記（2021年6月 講談社 / 2023年6月 講談社文庫）
  - まりも日記（講談社『小説現代』2017年3月号）
  - 行旅死亡人〜ラストインタビュー（講談社『小説現代』2017年11月号）
  - モーニング・ルーティン（まりも日記2）（講談社『メフィスト2020 VOL.1』）
  - ある作家の備忘録（まりも日記3）（講談社『メフィスト2020 VOL.2』）
  - 赤坂に死す（まりも日記4）（講談社『メフィスト2020 VOL.3』）
- 一九六一 東京ハウス（2021年12月 新潮社）
  - 【改題】極限団地 一九六一 東京ハウス（2024年8月 新潮文庫）
    - 一九六一 東京ハウス（新潮社『週刊新潮』2020年10月8日号 - 2021年5月27日号）
- シェア（2022年3月 光文社 / 2024年10月 光文社文庫）
  - 光文社『小説宝石』2020年3月号 - 2021年7月号 連載
- さっちゃんは、なぜ死んだのか?（2022年11月 講談社 / 2024年11月 講談社文庫）
  - 講談社『小説現代』2022年9月号 掲載
- 4月1日のマイホーム（2023年2月 実業之日本社 / 2025年2月 実業之日本社文庫）
  - 実業之日本社『Webジェイ・ノベル』2021年9月14日 - 2022年9月20日 連載
- ノストラダムス・エイジ（2023年8月 祥伝社）
  - 祥伝社『小説NON』2012年11月号 - 2022年10月号 連載
- 教祖の作りかた（2024年5月 幻冬舎）
  - 教祖の作り方（幻冬舎『小説幻冬』2022年12月号 - 2023年10月号）
- ウバステ（2024年9月 小学館）
  - 小学館『STORYBOX』2022年12月号 - 2023年9月号 連載
- フジコの十ヶ条（2025年5月 徳間書店）
  - 徳間書店『読楽』2024年1月号 - 2024年11月号 連載

### アンソロジー
「」内が真梨幸子の作品
- 忍び寄る闇の奇譚 メフィスト道場1（2008年11月 講談社ノベルス）「ネイルアート」
- Happy Box（2012年3月 PHP研究所 / 2015年11月 PHP文芸文庫）「ハッピーエンドの掟」
- 5分で読める! 怖いはなし（2014年6月 宝島社文庫）「リリーの災難」「ジョージの災難」
- ニャンニャンにゃんそろじー（2017年4月 講談社 / 2020年2月 講談社文庫）「まりも日記」
- Day to Day（2021年3月 講談社）「「映像の世紀」風に、コロナ禍を振り返ってみる」
- 5分で読める! 背筋も凍る怖いはなし（2021年8月 宝島社文庫）「私的怪談」
- 5分で読める! ぞぞぞっとする怖いはなし（2022年6月 宝島社文庫）「献本リスト」「最後のひとり」
- Jミステリー2023 SPRING（2023年4月 光文社文庫）「ロイヤルロマンス（外伝）」
- 超短編! 大どんでん返し Special（2023年12月 小学館文庫）「二人のマリー・テレーズ」
  - 「二人のマリー・テレーズ」（小学館『STORY BOX』2022年6月号）
- Jミステリー2024 SPRING（2024年4月 光文社文庫）「インクリボン」
- これが最後の仕事になる（2024年8月 講談社）「【従業員が告発！】ペットショップという名の地獄」
  - 「【従業員が告発！】ペットショップという名の地獄」（講談社『MRCショートショート』2023年11月）
- 新しい法律ができた（2025年5月 講談社）「ある死刑囚の回顧録」
  - 「ある死刑囚の回顧録」（講談社『MRCショートショート』2024年10月）

### 単行本未収録作品

#### 連載
- 波乱万丈な頼子（中央公論新社『BOC』2024年1月-2024年11月）
- あいつらの末路（『日刊ゲンダイ』2024年12月-2025年5月）

#### 読み切り
- 表裏一体（光文社『小説宝石』2024年1月号）
- 合鍵（東北芸術工科大学 芸術学部 文芸学科 『文芸ラジオ10』2024年号）
- 百万円の負動産（光文社『小説宝石』2024年９月号）

## メディア・ミックス

### 舞台
- 殺人鬼フジコの衝動（2013年4月17日 - 21日、俳優座劇場、主演：新垣里沙）[3]
- 殺人鬼フジコの衝動（2015年4月15日 - 19日、全労済ホールスペース・ゼロ、主演：新垣里沙）

### テレビドラマ
- 5人のジュンコ（2015年11月21日 - 12月19日、WOWOW「連続ドラマW」、主演：松雪泰子）[1]
- 坂の上の赤い屋根（2024年3月3日 - 3月31日、WOWOW「連続ドラマW」、主演：桐谷健太）[8]

### 配信ドラマ
- フジコ（2015年11月13日配信開始、Huluオリジナルドラマ、全6話、主演：尾野真千子、原作：殺人鬼フジコの衝動）

## 出演
- 今夜はナゾトレ（2016年11月22日、フジテレビ） - レギュラーチーム解答者としてゲスト出演
- アウト×デラックス（2017年8月24日、フジテレビ）
- ネコメンタリー　猫も、杓子も。（2019年2月25日、NHK Eテレ）